# Buxus rolfei
Buxus rolfei är en buxbomsväxtart som beskrevs av António José Rodrigo Vidal. Buxus rolfei ingår i släktet buxbomar, och familjen buxbomsväxter. Inga underarter finns listade i Catalogue of Life.